# Mansio

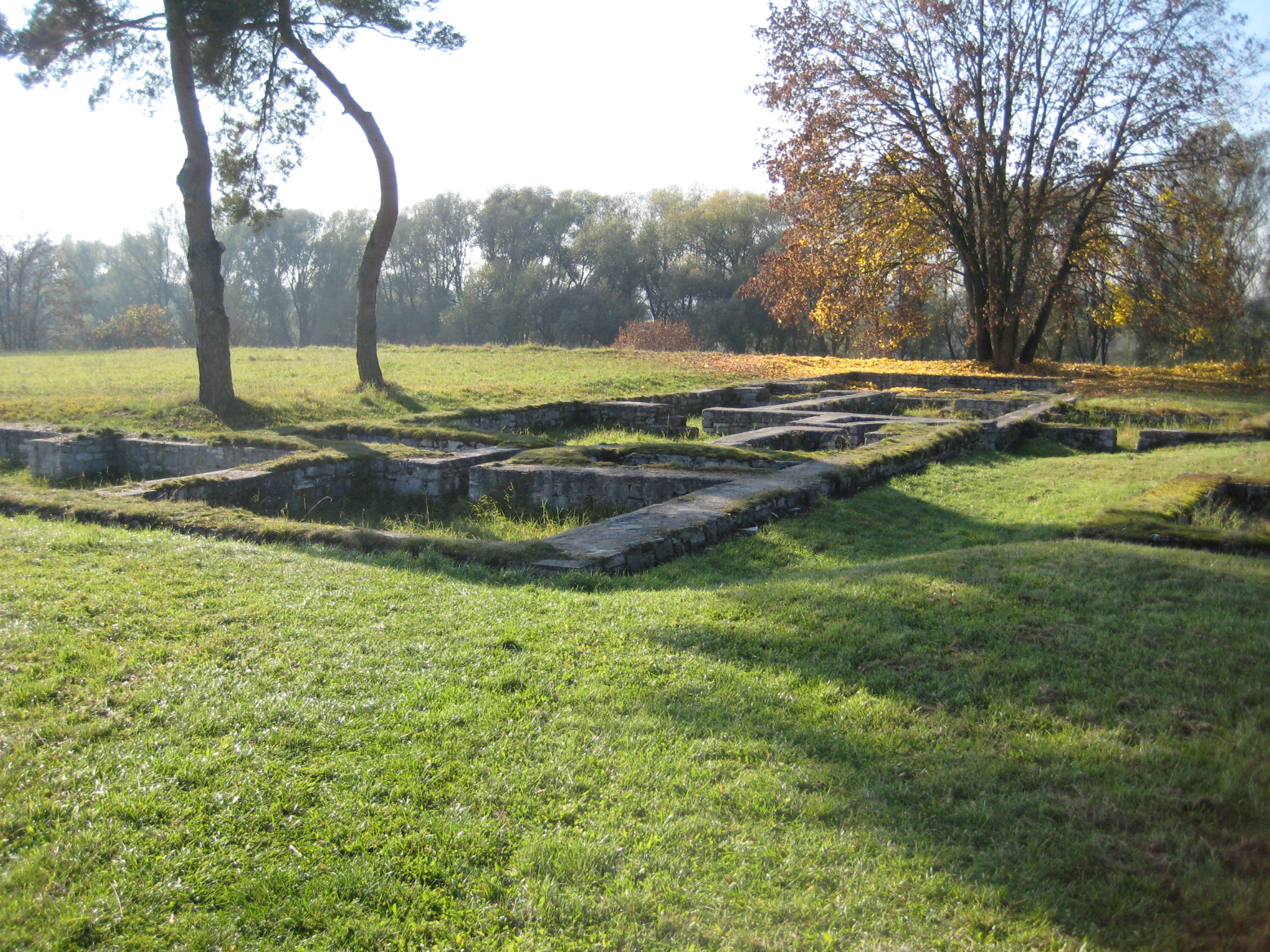
Resti delle fondazioni della mansio romana a Eining, in Germania superior

Una mansio (plurale: mansiones), in età imperiale, era una stazione di posta lungo una strada romana, gestita dal governo centrale e messa a disposizione di dignitari, ufficiali, o di chi viaggiasse per ragioni di stato. L'identificazione degli ospiti avveniva grazie a documenti simili a passaporti.
Spesso attorno alle mansiones sorsero campi militari permanenti o addirittura delle città.
L'etimologia del termine proviene dal latino mansus, participio passato di manere con il significato di fermarsi, rimanere.

## Destinazione e alternative
L'ospitalità offerta dalle  mansiones era limitata ad usi ufficiali; lo scopo di queste stazioni era di garantire un'adeguata ospitalità in una struttura interamente dedicata ai viaggiatori di servizio. 
Le mansiones non erano destinate alla sosta delle legioni; queste erano in grado di provvedere autonomamente sia all'alloggio che al vettovagliamento: esse infatti, portavano con sé un intero convoglio di bagagli (impedimenta) e costruivano il proprio campo (castrum) ogni sera a lato della strada. 

### Caupona
Per soddisfare le necessità della generalità dei viaggiatori nacquero e si diffusero altre forme di ospitalità di natura privata.
Per il viaggiatore comune erano disponibili infatti  le cauponae, sorta di aree di servizio che andarono a costituire una rete privata lungo le strade romane, sorgendo spesso nei pressi delle mansiones. 
Anche se con funzione analoga, la loro reputazione era inferiore alle mansiones: spesso considerate equivoche e malfamate, le caupone erano frequentate anche da malfattori e prostitute, una circostanza di cui si è trovata traccia nei graffiti rinvenuti tra le loro rovine.

### Taberna
I patrizi generalmente non sostavano nelle cauponae. Nei primi tempi dello sviluppo viario, le case vicine alla strada dovevano offrire ospitalità per legge, e questo probabilmente originò le tabernae. Il termine non è da intendersi nel senso di "taverna", ma piuttosto di "ostello". 
Con il crescere di importanza di Roma crebbero anche le tabernae, che divennero più lussuose e si guadagnarono una buona o cattiva reputazione a seconda del loro livello. 
Uno degli ostelli più rinomati era la Taberna Caediciae a Sinuessa, sulla via Appia. Era dotata di un grande magazzino con otri di vino, formaggio e prosciutti. 
Molte città attuali si sono sviluppate attorno alle tabernae, come Rheinzabern nel Rheinland (Germania), e Saverne in Alsazia (Francia). In questi due casi rimane nel nome della città una chiara derivazione dalla parola taberna.

### Mutatio
Un terzo sistema di "stazioni di servizio" funzionava per veicoli e animali: le mutationes (stazioni di cambio) si trovavano a intervalli di 12-18 miglia. 
Qui si potevano comprare i servizi di carrettieri, maniscalchi e di equarii medici, cioè veterinari specializzati nella cura dei cavalli.
Usando queste stazioni per una staffetta di carri, l'imperatore Tiberio riuscì a coprire dall'Illirico, in un giorno solo, le 200 miglia che lo separavano da Mogontiacum, dove il fratello Druso Germanico stava terminando la sua agonia per una gangrena dovuta ai postumi di una caduta da cavallo.

## Origine ed evoluzione

### Antica Persia
Le grandi vie di comunicazione, costruite dapprima nell'impero persiano, erano provviste, ogni 15 o 18 miglia, intervallo corrispondente ad un giorno di viaggio, di stazioni come khan o caravanserragli, come ancora se ne trovano in oriente.
Secondo la testimonianza di Erodoto se ne incontravano 111 sulla strada da Sardi a Susa; la distanza media tra due consecutive era quindi un po' meno di 32 km. Nei pressi della stazione di sosta era costruito il khan, destinato all'alloggio dei viandanti, è chiamata da Erodoto κατάλυσις e καταγωγῆ. La struttura per la sosta notturna è indicata con il termine καταλύειν.
Così come le vie attuali ricalcano grosso modo le strade tracciate dai re di Persia, allo stesso modo vi è ragione di credere che i moderni khan, con la loro costruzione quadrata, la larga corte centrale scoperta con una fontana al centro, e balconate tutte intorno con una serie di accessi a sobri appartamenti non ammobiliati, siano derivati dal καταλύσις persiano, e che essi, in occasione dell'arrivo di eserciti o carovane, abbiano sempre garantito rifugio notturno sia ad uomini che animali.

### Antica Roma

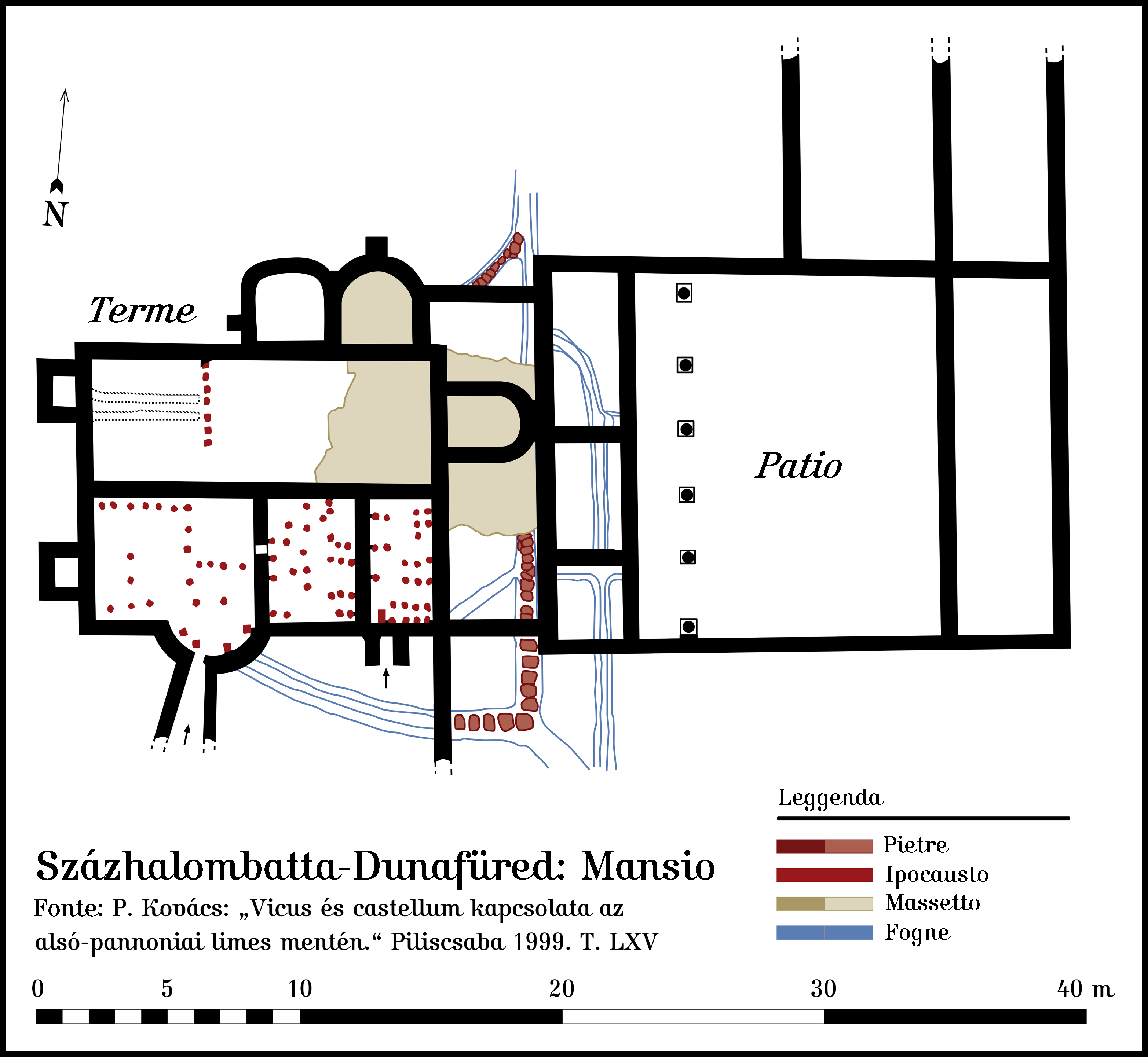
Mansio del vicus del forte romano di Százhalombatta-Dunafüred, in Pannonia (Matrica, Ungheria)

Sulle strade romane la distanza tra mansiones successive era analoga a quella delle vie dell'impero persiano. 
In origine erano chiamate castra, essendo probabilmente semplici luoghi di accampamento racchiusi da trincee di terra. 
Con il passare del tempo esse andarono ad includere non solo caserme e magazzini di provvigioni (horrea) per le truppe, ma anche ampi edifici per l'ospitalità di viaggiatori di ogni rango, perfino lo stesso imperatore, nel caso avesse avuto occasione di visitarle.
In questi posti i cisiarii tenevano calessi da noleggiare o per portare a destinazione dispacci governativi (Cisium; Essedum; Rutupiae). 
La mansio era sotto la sovrintendenza di un ufficiale detto mansionarius.
In aggiunta alle stazioni di posta, ve ne erano altre, alla fine di ogni percorso giornaliero e a intervalli convenienti, chiamate mutationes (ἀλλαγαὶ). Le mutationes erano destinate solo al cambio delle cavalcature e al ristoro. Se ne incontravano quattro o cinque lungo il percorso compreso tra due mansiones.

## Letteratura

### Itinerarium burdigalense
L'Itinerarium burdigalense, un itinerario del tempo di Costantino I, menziona nell'ordine le mansiones da Bordeaux a Gerusalemme con le mutationes intermedie, ed altri posti notevoli, cui l'autore dà l'appellativo di civitates, vici, o castella. Viene indicato anche il numero di leghe (leugae) tra un posto e l'altro.

## Esempi

### Italia
- Tres Tabernae
- Mansio ad Vacanas
- Verolengo
- Sorabile
- Quarto
- Equilio (Jesolo)
- Mansio Servasa

### Britannia
- Alfoldean, Horsham, Sussex
- Chelmsford
- Dubris
- Godmanchester[6]
- Wall
- Rutupiae
- Tripontium

### Altre
- Colle del Piccolo San Bernardo (via delle Gallie)
- Le Mesnil
- Via Aemilia Scauri
- Via Julia Augusta
- Ségosa, sulla via romana litorale delle Landes (Aquitania, Francia)